# The Collection (film)
Pour les articles homonymes, voir The Collection.
Série
The Collector
(2009)
Pour plus de détails, voir Fiche technique et Distribution.
The Collection est un film d'horreur gore américain écrit et réalisé par Marcus Dunstan, sorti en 2012.
Il s'agit de la suite du film The Collector du même réalisateur, sorti en 2009.

## Synopsis
Arkin s'échappe de l'emprise du fameux "Collectionneur" au cours d'une fête où ce dernier ajoute la belle Elena à sa "Collection". Au lieu de récupérer du traumatisme, Arkin est soudainement enlevé à l'hôpital par des mercenaires engagés par le père riche d'Elena. Arkin est alors obligé de faire équipe avec les mercenaires et traquer le "Collectionneur" dans un hôtel abandonné afin de sauver Elena.

## Fiche technique
- Titre original : The Collection
- Réalisation : Marcus Dunstan
- Scénario : Marcus Dunstan et Patrick Melton
- Direction artistique : Doug Fick
- Décors : Graham "Grace" Walker
- Costumes : Eulyn Womble
- Photographie : Sam McCurdy
- Montage : Kevin Greutert, Alex Luna et Mark Stevens
- Musique : Charlie Clouser
- Production : Brett Forbes, Mickey Liddell, Jennifer Hilton Monroe, Julie Richardson et Patrick Rizzotti
- Société de production : Fortress Features
- Société de distribution : LD Entertainment (États-Unis)
- Pays d'origine :  États-Unis
- Langue originale : anglais
- Format : couleur
- Genre : Horreur, gore
- Public : Interdit aux moins de 16 ans
- Date de sortie :
  -  États-Unis : 30 novembre 2012
- Version française réalisée par la société de doublage Mediadub International, avec des dialogues de Olivier Coudert sous la direction artistique de Eric Sola.

## Distribution
- Josh Stewart (VF : Jérémy Prevost) : Arkin
- Lee Tergesen (VF : Jérôme Keen) : Lucello
- Christopher McDonald (VF : Jean-Louis Faure) : M. Peters
- Emma Fitzpatrick : Elena
- Courtney Lauren Cumming : Elena (jeune)
- Randall Archer (VF : David Krüger) : The Collector
- Shannon Kane (VF : Laura Zichy) : Paz
- Tim Griffin : Dre
- William Peltz : Brian
- Eaddy Mays : Lin
- Michael Nardelli (VF : Laurent Morteau) : Josh
- Justin Mortelliti : Zack
- Navi Rawat : Lisa
- Johanna Braddy : Missy
- Andre Royo : Wally

 Source et légende : version française (VF) sur RS Doublage

## Production
Les scènes du film sont filmées entre janvier et février 2011 à Atlanta en Géorgie aux États-Unis.